# Jørgen Brodersen
Jørgen Brodersen (* 22. Mai 1920 in Svenstrup, Als; † 14. Dezember 1983) war ein dänischer Offizier und zuletzt Generalmajor, der unter anderem zwischen 1966 und 1967 und erneut von 1972 bis 1978 Chef des Taktischen Kommandos der Luftstreitkräfte war.

## Leben
Jørgen Brodersen, Sohn von Hans Christian Brodersen († 1973) und dessen Ehefrau Anna Dorthea Brodersen, geborene Petersen († 1966), besuchte die Schule in Aabenraa und trat 1938 in die Marine (Kongelige Danske Marine) der Streitkräfte ein. Er wurde 1942 zum Leutnant zur See (Sekondløjtnant) sowie 1943 zum Oberleutnant zur See (Premierløjtnant) befördert und diente in den letzten Jahren des Zweiten Weltkrieges von 1943 bis 1945 in der dänischen Brigade in Schweden und war 1945 Chef eines Minensuchbootes. 
1946 absolvierte er eine Flugausbildung an der Marinefliegerschule und wurde 1947 zum Kapitänleutnant (Kaptajnløjtnant) befördert. 1948 nahm er an der Marineexpedition zur grönländischen Halbinsel Peary Land teil, bei der die Forschungsstation Brønlundhus errichtet wurde. Nachdem er 1949 ein Düsenflugzeug-Training in England absolviert hatte, wurde er 1951 als Hauptmann (Kaptajn) in die am 1. Oktober 1950 neu gegründeten Luftstreitkräfte (Flyvevåbnet) übernommen. Während des Koreakrieges unternahm er eine Ausbildungsreise mit der US Air Force nach Südkorea und fand 1952 eine Verwendung in der Einsatzabteilung des Stabes der Luftstreitkräfte. Während er zwischen 1954 und 1957 Operationsoffizier auf dem Militärflugplatz Skrydstrup war, wurde er 1956 zum Oberstleutnant (Oberstløjtnant) befördert. Nachdem er von 1957 bis 1958 einen Lehrgang an der Stabsakademie der Norwegischen Luftstreitkräfte absolviert hatte, fungierte er 1958 zunächst als Chef der Abteilung für Operationen und Ausbildung des Stabes der Luftstreitkräfte. Daraufhin war er zwischen 1959 und 1962 Kommandant des Militärflugplatzes Aalborg und erhielt in dieser Verwendung 1961 seine Beförderung zum Oberst. 1962 wurde er Chef des Stabes des Taktischen Kommandos der Luftstreitkräfte sowie Chef des Stabes der zu den Alliierten NATO-Streitkräften Nordeuropa AFNORTH (Allied Forces Northern Europe) gehörenden Luftstreitkräfte Ostseezugänge (COMAIRBALTAP) auf dem Flughafen Karup.
1965 wurde Brodersen nach einer zeitlich befristeten Erhebung in den Rang eines Generalmajors Stabschef des Truppenkommandos und nach seiner Beförderung zum Generalmajor 1966 als Nachfolger von Generalmajor Erik Rasmussen erstmals Chef des Taktischen Kommandos der Luftstreitkräfte (Chefer for Flyvertaktisk Kommando). Er behielt diese Funktion bis zu seiner Ablösung durch Generalmajor Poul Zigler 1967. Er selbst war daraufhin zwischen 1967 und 1970 Chef des Stabes der Luftstreitkräfte (Chef for flyverstaben) und im Anschluss von 1970 bis 1972 Chef des Operationsstabes im Stab der Streitkräfte (Chef for forsvarsstabens operationsstab). Zuletzt wurde er 1972 als Nachfolger von Generalmajor Poul Zigler erneut Chef des Taktischen Kommandos der Luftstreitkräfte und hatte dieses Amt bis zu seiner Ablösung durch Generalmajor Poul Thorsen 1978. Zugleich fungierte er zwischen 1972 und 1978 als Kommandeur der NATO-Luftstreitkräfte Ostseezugänge (COMAIRBALTAP).
Jørgen Brodersen war seit dem 11. August 1943 mit Else Gudny Brodersen, geborene Petersen (1920–?), Tochter von Vilhelm Petersen († 1946) und dessen Ehefrau Dagmar Petersen, geborene Holm.